# Jauksattel
Der Jauksattel ist ein 1611 m ü. A. hoher Pass in der südlichen Koralm in Kärnten.

## Lage und Landschaft
Der Sattel liegt südlich am Großen Speikkogels (2140 m ü. A.), dem höchsten Berg der Koralm. Der Name kommt von slawisch Jug, kärntnerisch-/steirisch-slowenisch Jauk ‚Süden‘, so heißt der Südkamm des Speikkogelstocks. Südlich erhebt sich das Kleinalpl (1759 m ü. A.).
Der Hauptkamm des Steirischen Randgebirgs wendet sich am Speikkogels südostwärts zum Radlpass, und leitet dann ostwärts zum Poßruck (Kozjak) weiter. Das Kleinalpl ist durch die Talungen der Feistritz (Mučka Bistrica), einem Nebenfluss der Drau (Drava) bei Muta (Hohenmauthen), etwas freigestellt. In der Internationalen vereinheitlichten orographischen Einteilung der Alpen (SOIUSA/IVOEA) wird deshalb die Kleinalpl-Gruppe (II/A-20.II.A.3) von der Koralm-Hauptgruppe des Speikkogels (A.2) am Jauksattel getrennt. Südlich leitet der Kamm zum Košenjak (Hühnerkogel), dem Südsporn der Koralpe.
Westwärts fließt der Bäreneckgraben über den Ragglbach bei Maria Rojach zur Lavant.
Östlich unterhalb rinnt der Kreuzbach (im Oberlauf Krennbach) in südlichen Richtungen über den Krumbach zur Feistritz in der Gegend von Soboth.
Der Sattel gehört zum Gemeindegebiet St. Georgen im Lavanttal. Weder der Jauksattel noch der Koralm-Hauptkamm sind hier die Landesgrenze, diese quert dazwischen über die Täler und führt über den Dreieckkogel (1528 m ü. A.), und folgt alten Herrschaftsgrenzen.

## Erschließung und Wege
Vom Speikkogel südwärts führen gemeinsam  Kärntner Grenzweg, Steirischer Landesrundwanderweg, Jakobsweg und Lavanttaler Höhenweg. Ersterer und letzterer führen beim Wallfahrerkreuz südlich des Passes westlich um den Kleinalpl-Gipfel herum Richtung Sobothpass, die anderen südöstlich über den Dreieckkogel zum Ort Soboth. Richtung Norden verläuft die Koralpenüberschreitung. Sonst ist die Gegend mit zahlreichen Forstwegen erschlossen.
Der in Bau befindliche Koralmtunnel wird weitgehend direkt unter dem Sattel verlaufen. Er wird mit der Kulmination seines Dachprofils in Raum knapp 1300 Meter unterhalb liegen.